# Ćiril Jeruzalemski
Sveti Ćiril Jeruzalemski (oko 313. – Jeruzalem 386.), jeruzalemski nadbiskup, teolog, svetac, crkveni naučitelj.

## Životopis
Rođen je u Jeruzalemu za vrijeme vladavine Konstantina Velikog, (315. – 386.) a umro je za vrijeme vladavine Teodozija Velikog. Godine 346. posvećen je za svećenika, a 350. je naslijedio na jeruzalemskom prijestolju svetog patrijarha Maksima. Triput je zbačen s prijestolja i izgnan u progonstvo, dok se na kraju u vrijeme cara Teodozija nije vratio, pa je proživio mirno još osam godina. 
Imao je dvije teške borbe: jednu s arijevcima, a drugu sa Židovima. Kršćani vjeruju da se u vrijeme arijevaca na dan Duhova pojavilo znamenje križa, svjetlije od Sunca, koje se prostiralo iznad Jeruzalema, i trajalo nekoliko sati od 9sati ujutro. O toj pojavi, koja je, prema kršćanskom vjerovanju, bila viđena od svih žitelja Jeruzalema, pisano je i car, i ona je služila mnogo na utvrđivanju vjere, protiv onih koji su se smatrali hereticima. 
Za vrijeme vladavine Julijana Odstupnika dogodilo se, prema kršćanskom vjerovanju, drugo znamenje. Da bi ponizio kršćanstvo, Julijan je nagovorio Židove da obnove Salomonov hram. Ćiril se molio Bogu, da se to ne dogodi. I dogodio se, prema kršćanskom vjerovanju, strašan potres, koji je porušio sve što je iznova sazidano. Tada su Židovi počeli ponovo, ali opet se dogodio potres, koji je srušio ne samo novosazidano nego izvalio i rasturio i staro kamenje, koje se još držalo pod zemljom. 
Od mnogih njegovih spisa sačuvana je njegova katihetika. On je svojim slavnim katehezama dao sjaj književnoj vrsti kateheza, naviještanju preko sustavne pouke. Kroz svoje 24 kateheze, u kojima je razvio i protumačio vjerske istine, pa i nauk o tri kršćanska inicijacijska sakramenta: o krštenju, potvrdi i Euharistiji, dao je vrlo vrijedan uvid u svoje doba tj. u 4. stoljeće, osobito u vjerske i liturgijske prilike u Jeruzalemu. Ovaj svetac prema vjerovanju, bio krotak, ponizan, sav ispošten i u licu blijed. Papa Lav XIII. proglasio ga je crkvenim naučiteljem, 1893. godine. 